# Лобаскинский могильник
Лобаскинский могильник — археологический памятник мордвы-эрзи XVII века у села Лобаски Ичалковского района. Курганный. 2 кургана исследовал П. Д. Степанов в 1941. В одном из них (диаметр насыпи — 6,2 м, высота — 0,4 м) обнаружено парное захоронение мужчины и женщины. Умершие ориентированы головой на запад. При костяках найдены пряжки, нож, кресало, крючок-кечказ, бронзовые серьги, сюлгамы, браслеты, перстни, 8 серебряных монет. Сохранились фрагменты головных уборов и одежды с вышивкой.

## Источник
Энциклопедия Мордовия, В. Н. Шитов.